# Mourad Boudjelida
Mourad Boudjelida est un footballeur algérien né le 10 juin 1984 à El Eulma dans la wilaya de Sétif. Il jouait au poste de défenseur central.

## Biographie
Il évolue en Division 1 avec les clubs du CA Batna, de l'USM Annaba et du MC El Eulma.
Il dispute 84 matchs en première division algérienne entre 2009 et 2013.

## Palmarès
- Accession en Ligue 1 en 2005 avec le CA Batna.
- Accession en Ligue 1 en 2007 avec l'USM Annaba.